# 諏訪神社 (白井市)
諏訪神社（すわじんじゃ）は、千葉県白井市根にある神社である。旧社格は村社。

## 祭神
- 建御名方富命
- 田心姫命
- 市杵嶋姫命
- 湍津姫命

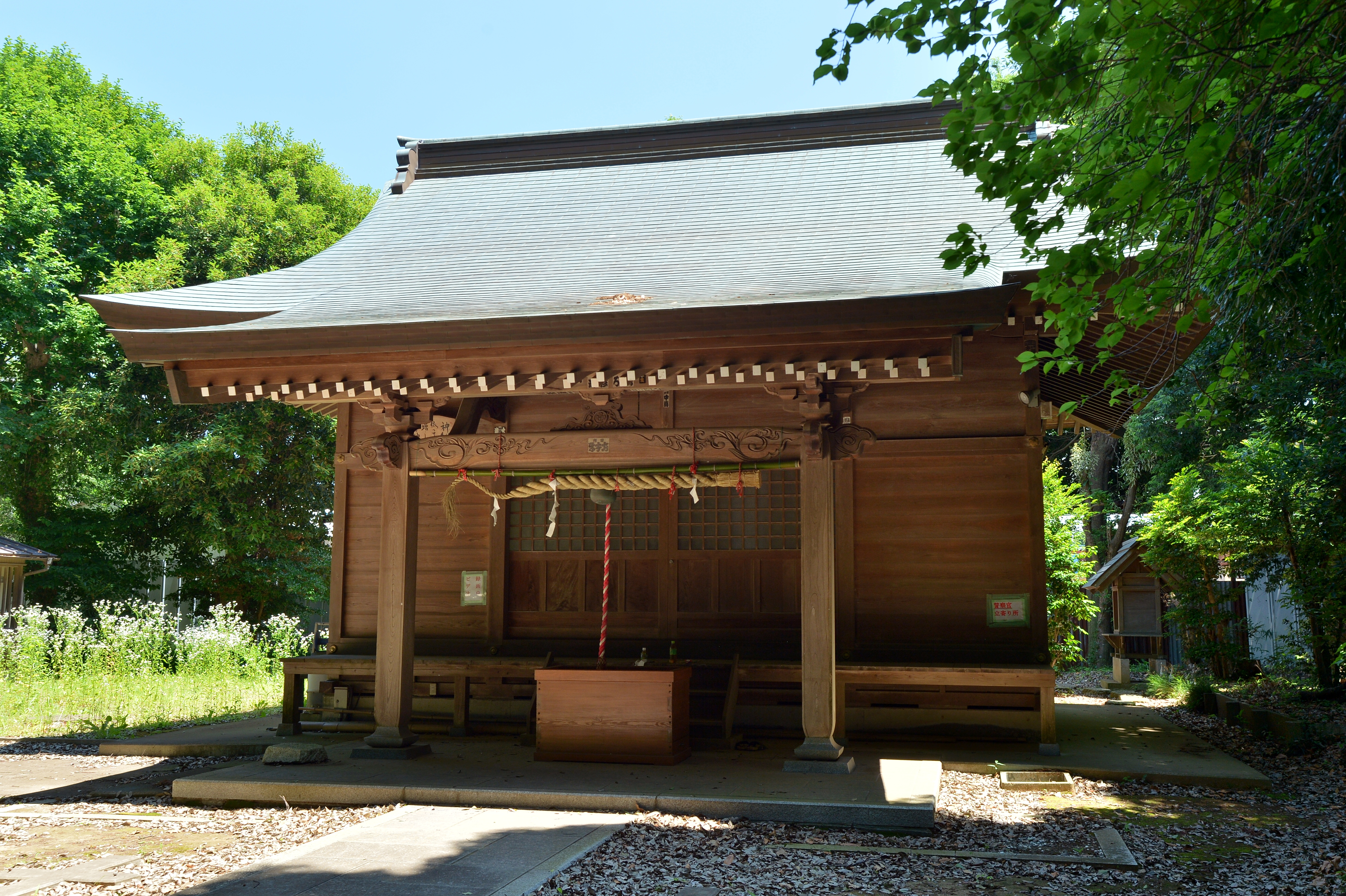
拝殿
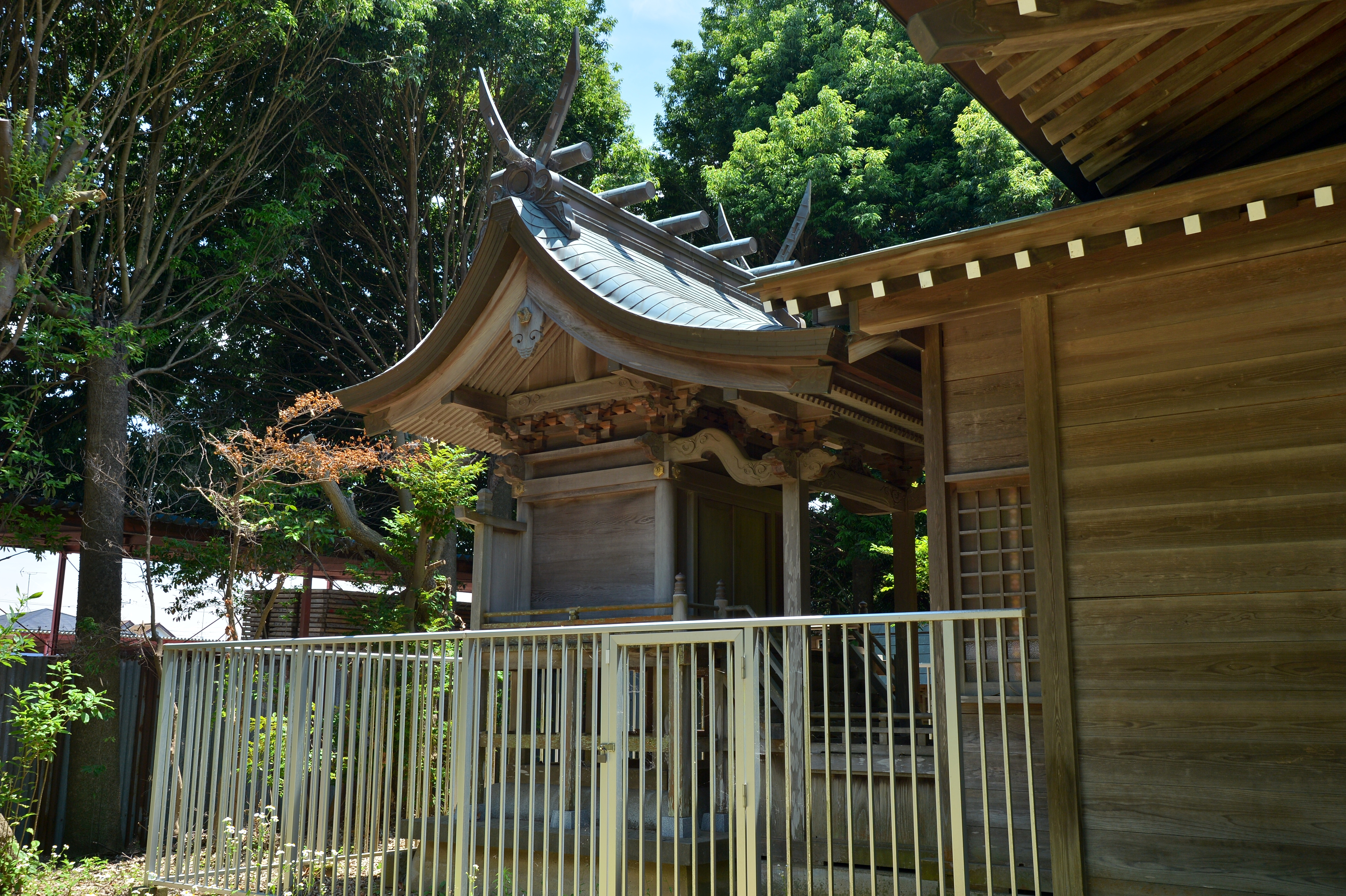
本殿
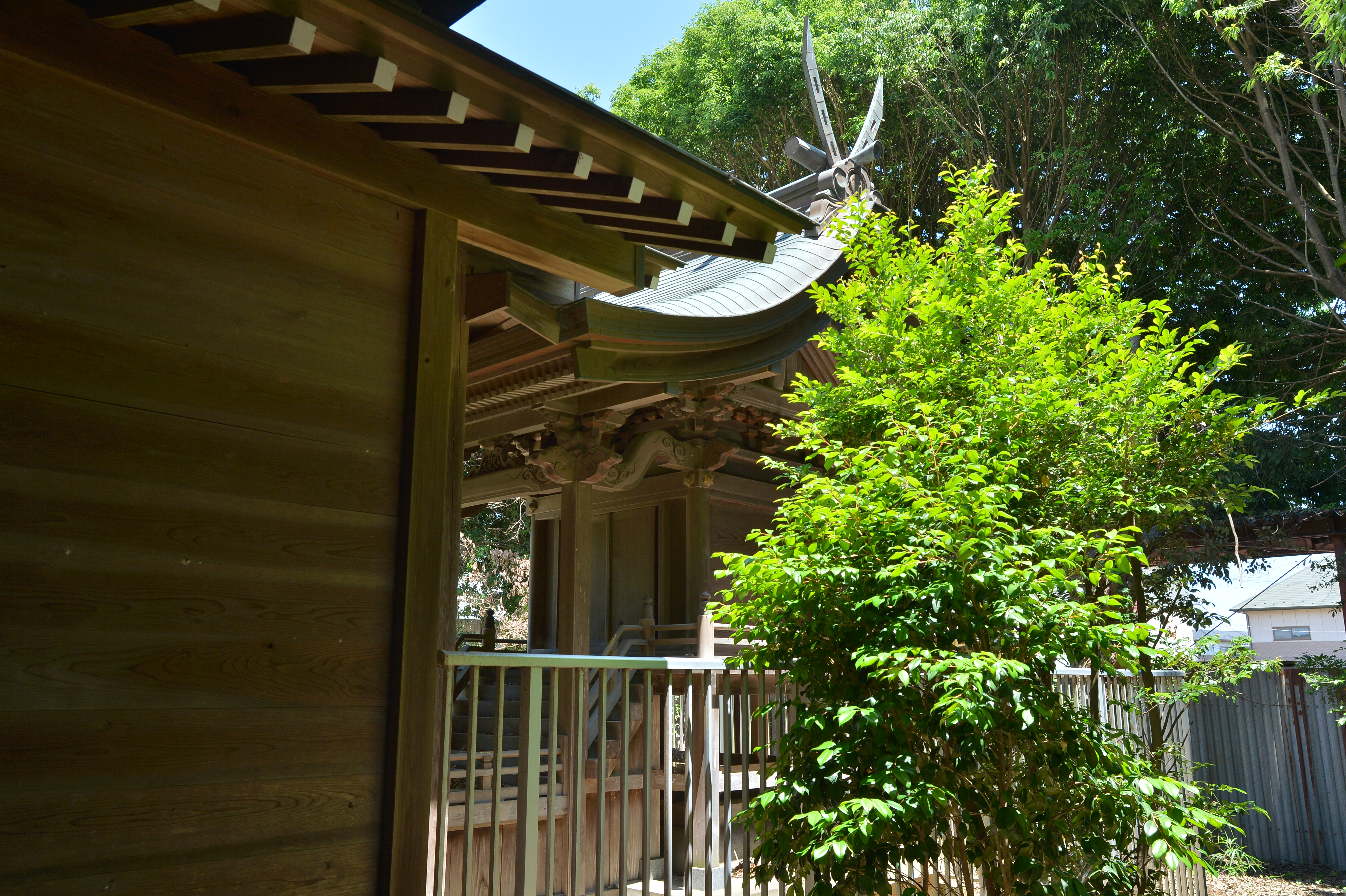
本殿

## 由緒
1734年（享保19年）に創建され、1910年（明治43年）に近隣の市杵島神社（祭神：田心姫命・市杵姫命・湍津姫命）が合祀された。

## 境内

### 摂末社
- 浅間神社

## 交通アクセス
- 北総鉄道北総線「西白井駅」より徒歩25分（2km）